# Секу (Караш-Северін)
Секу (рум. Secu) — село у повіті Караш-Северін в Румунії. Адміністративно підпорядковане місту Решица.
Село розташоване на відстані 337 км на захід від Бухареста, 7 км на південний схід від Решиці, 79 км на південний схід від Тімішоари.

## Населення
За даними перепису населення 2002 року у селі проживали 485 осіб.
Національний склад населення села:
| Національність | Кількість осіб | Відсоток |
| -------------- | -------------- | -------- |
| румуни         | 341            | 70,3%    |
| німці          | 103            | 21,2%    |
| угорці         | 27             | 5,6%     |
| цигани         | 10             | 2,1%     |

Рідною мовою назвали:
| Мова       | Кількість осіб | Відсоток |
| ---------- | -------------- | -------- |
| румунська  | 345            | 71,1%    |
| німецька   | 100            | 20,6%    |
| угорська   | 25             | 5,2%     |
| циганська  | 10             | 2,1%     |
| українська | 5              | 1,0%     |